# 鲍比·维

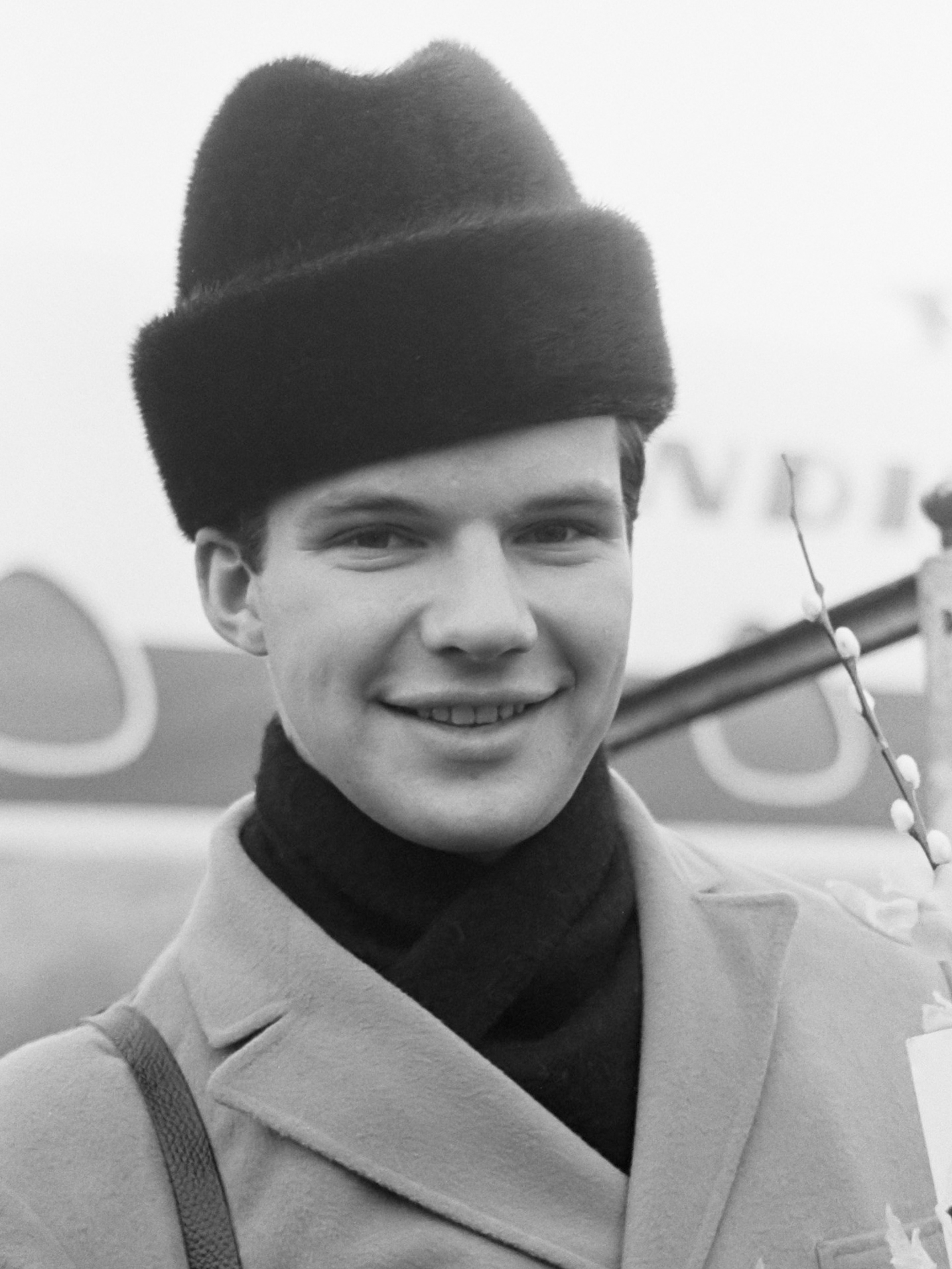
鲍比·维

鲍比·维（Bobby Vee，1943年4月30日—2016年10月24日）是一位美国歌手，曾是1960年代初的偶像艺人，亦曾出演电影。《告示牌》杂志称鲍比·维有38首歌都曾入选过告示牌百大單曲榜，其中10首曾跻身前20名。他一共有6支单曲获得金牌音乐唱片销售认证。 他的知名作品有好好照顾我的宝贝与More Than I Can Say2013年，鲍勃·迪伦翻唱鲍比·维的《苏西宝贝》(Suzie Baby)。鲍比·维最終因阿兹海默症相关疾病去世。